# Óscar Urbina
Óscar Urbina Ortega (Arboledas, 13 de abril de 1947) es un eclesiástico colombiano de la Iglesia católica. Fue obispo auxiliar de Bogotá, obispo titular de Forconio, obispo de Cúcuta y arzobispo de Villavicencio.
.

## Biografía

### Primeros años y formación
Nació en la vereda el Peñón, Arboledas, 13 de abril de 1947. Hijo de Juan de Dios Urbina Ortega y Josefa Ortega Arias.  
Curso la primaria en la escuela Pedro José Ortiz y estudió hasta noveno grado en el seminario Menor de los Padres Redentoristas, en Servitá (Santander). En 1960 los padres redentoristas se trasladaron a Manizales y con ellos se fue el joven Oscar Urbina. 
Al graduarse de bachillerato, ingresó a la Universidad de la Salle, donde terminó los estudios de filosofía en 1968. Cursó teología en la Universidad de San Buenaventura. 
Fue enviado a la Universidad Gregoriana de Roma a estudiar filosofía.

### Sacerdocio
El 30 de noviembre de 1973 fue ordenado sacerdote.

## Episcopado

### Obispo Auxiliar de Bogotá
Obtuvo el rango de Obispo el 13 de abril de 1996. Se posicionó como Obispo Auxiliar de Bogotá y titular de Borcunium desde el 8 de marzo de 1996, fue consagrado como obispo el 13 de abril de 1996.

### Obispo y Arzobispo
El papa Juan Pablo II lo nombró obispo de la Diócesis de Cúcuta, cargo que ostentó desde el 9 de noviembre de 1999 hasta el 25 de enero de 2008, cuando fue elegido Arzobispo de Villavicencio por el papa Benedicto XVI.
Como Obispo de la Diócesis de Cúcuta monseñor se empeñó en llevar adelante la nueva evangelización. Organizó junto a otras instituciones los programas de ayuda humanitaria y alimentaria. Con la ayuda de la Secretaría de Educación municipal, el obispo logró sostener más de 250 jóvenes en el Seminario Menor, orientándolos en una línea de servicio a la sociedad.
En su ministerio, monseñor Oscar Urbina, ordenó 27 sacerdotes. También dejó 22 nuevas parroquias al servicio de la comunidad.
Le fue aceptada su renuncia el 23 de abril del 2022 nombrando al obispo de San José del Guaviare como Administrador mientras la Santa Sede nombre obispo en propiedad.